# Frabosa Soprana
Frabosa Soprana (piemontiul: Frabosa Sovrana vagy Frabosa dë Dzora, okcitánul: Frabouza Soubrana) település Olaszországban, Piemont régióban, Cuneo megyében. Lakosainak száma 689 fő (2023. január 1.). Frabosa Soprana Frabosa Sottana, Monastero di Vasco, Ormea, Magliano Alpi, Montaldo di Mondovì és Roburent községekkel határos.

## Népesség
A település lakossága az elmúlt években az alábbi módon változott:
| Lakosok száma | 732  | 754  | 689  |
|               | 2017 | 2018 | 2023 |